# Gordos
Gordos is een Spaanse film uit 2009, geregisseerd door Daniel Sánchez Arévalo.

## Verhaal
Abel leidt een groep mensen die samenkomt om te ontdekken wat de reden is dat ze kampen met overgewicht. De film laat de verhalen zien van de groepsleden. Enrique worstelt met zijn homoseksualiteit, Andres heeft thuis twee opstandige kinderen, Sofia is seksueel gefrustreerd door haar zwaar gelovige vriend en Leonor heeft problemen binnen haar relatie. Ook Abel zelf is niet vrij van problemen en ontwijkt zijn zwangere vriendin die thuis zit.

## Rolverdeling
| Acteur              | Personage |
| ------------------- | --------- |
| Antonio de la Torre | Enrique   |
| Roberto Enríquez    | Abel      |
| Verónica Sánchez    | Paula     |
| Raúl Arévalo        | Álex      |
| Leticia Herrero     | Sofía     |
| Fernando Albizu     | Andrés    |
| María Morales       | Leonor    |
| Pilar Castro        | Pilar     |
| Adam Jezierski      | Luis      |
| Marta Martín        | Nuria     |
| Teté Delgado        | Beatriz   |
| Roberto Álamo       | Párroco   |
| Luis Rallo          | Germán    |

## Ontvangst

### Recensies
De Volkskrant schreef: "Arévalos kracht ligt (...) bij de menselijkheid van zijn personages. Net als in zijn debuutfilm Azuloscurocasinegro weet hij in afzonderlijke scènes tragiek en humor knap met elkaar te mengen." NRC gaf de film 3 sterren en schreef: " Sánchez Arévalo voert in zijn caleidoscopische film personages op die worstelen met homoseksualiteit, religie, zwangerschap, overspel en pesten. Gordos wordt zo tot een mengeling van drama en komedie (...)."

### Prijzen en nominaties
De film werd genomineerd voor 8 Premios Goya, waarvan de film er één won.
| Jaar | Evenement                       | Categorie                | Genomineerde                        | Resultaat   |
| ---- | ------------------------------- | ------------------------ | ----------------------------------- | ----------- |
| 2010 | Premios Goya (24ste uitreiking) | Beste acteur             | Antonio de la Torre                 | Genomineerd |
| 2010 | Premios Goya (24ste uitreiking) | Beste mannelijke bijrol  | Raúl Arévalo                        | Gewonnen    |
| 2010 | Premios Goya (24ste uitreiking) | Beste vrouwelijke bijrol | Pilar Castro                        | Genomineerd |
| 2010 | Premios Goya (24ste uitreiking) | Beste vrouwelijke bijrol | Verónica Sánchez                    | Genomineerd |
| 2010 | Premios Goya (24ste uitreiking) | Beste debuterend acteur  | Fernando Albizu                     | Genomineerd |
| 2010 | Premios Goya (24ste uitreiking) | Beste debuterend actrice | Leticia Herrero                     | Genomineerd |
| 2010 | Premios Goya (24ste uitreiking) | Beste origineel scenario | Daniel Sánchez Arévalo              | Genomineerd |
| 2010 | Premios Goya (24ste uitreiking) | Beste montage            | Nacho Ruiz Capillas, David Pinillos | Genomineerd |